# Hwang Je-sul
Hwang Je-sul (* 2. listopadu 1987) je korejská zápasnice-judistka.

## Sportovní kariéra
V jihokorejské reprezentaci se prosazovala od roku 2009 ve střední váze do 70 kg. Připravovala se na Národní sportovní univerzitě v Soulu. V roce 2010 získala zlatou medaili na Asijských hrách v Kantonu. V roce 2012 se kvalifikovala na olympijské hry v Londýně. Ve čtvrtfinále porazila v prodloužení na body tvrdou Slovinku Rašu Srakovou. V semifinále jí však proti Francouzce Lucie Décosseové v prodloužení došly síly a po dvou napomenutích spadla do oprav. V boji o bronzovou medaili se utkala s Nizozemkou Edith Boschovou. Utahaný zápas probudilo vykázání jejího trenéra So Čong-poka za nepovolený koučing 45 sekund před koncem regulérní hrací doby. Její trenér následně z tribuny sledoval jak se půl minuty před koncem ujala vedení na yuko, potom co kontrovala Boschové o-uči-gari technikou ko-soto-gari a v boji na zemi (ne-waza) získala dalších skoro dvacet sekund k dobru. Zbývalo sedm sekund do konce, když Nizozemce pustila svůj levý límec a nechala jí vyrovnat technikou sasae-curikomi-aši. V prodloužení, dle mínění rozhodčích působila její soupeřka aktivněji a po hantei v její neprospěch obsadila 5. místo. Po olympijských hrách v Londýně jí z pozice reprezentační jedničky sesadila Kim Song-jon. V roce 2016 se na olympijské hry v Riu nekvalifikovala.

### Vítězství na mezinárodních turnajích
- 2009 - 1× světový pohár (Ulánbátar)
- 2010 - 2× světový pohár (Ulánbátar, Suwon), turnaj mistrů (Suwon)
- 2011 - 1× světový pohár (Oberwart)
- 2013 - 1× světový pohár (Čedžu)

## Výsledky
| Turnaj            | 2009         | 2010         | 2011         | 2012         | 2013         |
| Turnaj            | 22           | 23           | 24           | 25           | 26           |
| Turnaj            | střední váha | střední váha | střední váha | střední váha | střední váha |
| ----------------- | ------------ | ------------ | ------------ | ------------ | ------------ |
| Olympijské hry    |              |              |              | 5.           |              |
| Mistrovství světa | —            | 7.           | úč.          |              | 5.           |
| Asijské hry       |              | 1.           |              |              |              |
| Mistrovství Asie  | 3.           |              | 1.           | 1.           | 1.           |
| Univerziáda       | 3.           |              | úč.          |              | 1.           |